# Міцні спиртні напої

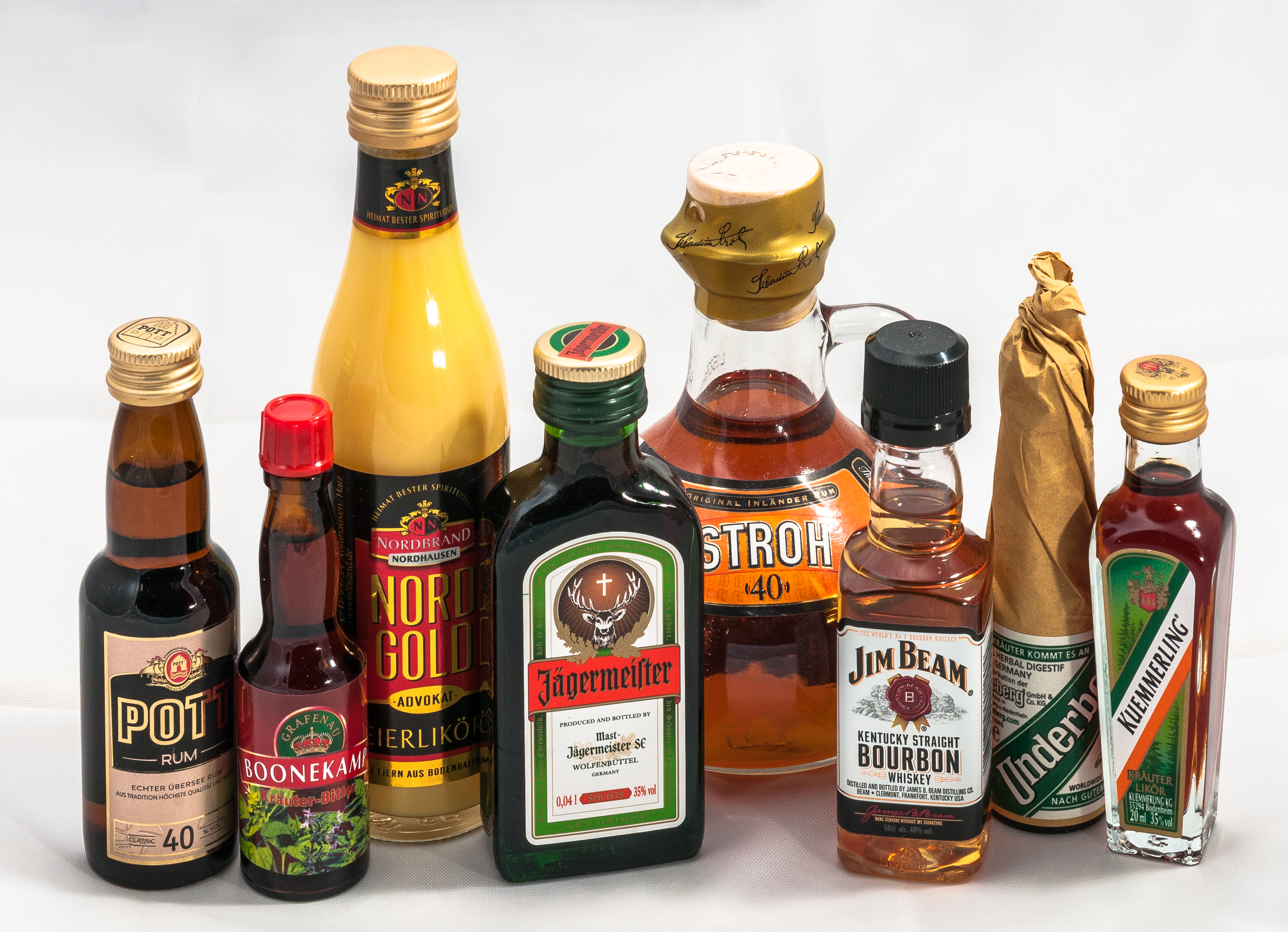

Міцні спиртні напої — алкогольні напої з відносно високим вмістом етилового спирту (етанолу), які отримують шляхом дистиляції зброджених злаків, фруктів, овочів або будь-яких інших продуктів, що містять цукор.
Міцними, зазвичай, вважають напої, що містять не менше 35 об'ємних відсотків спирту. Популярні міцні спиртні напої з низьким вмістом цукру включають абсент, бренді, джин, граппу, ром, текілу, горілку, віскі, шнапс тощо. Міцні спиртні напої з додаванням ароматизатарів і високим вмістом цукру зазвичай називають лікерами. Прикладами популярних лікерів є Grand Marnier, Frangelico, Irish Cream. До міцних спиртних напоїв можуть відноситися і кріплені вина, які виробляють додаванням міцнішого напою до вина (як правило, винного спирту).

## Історія
Перший опис отримання шляхом дистиляції чистого спирту міститься в «Книзі таємниць» Мухаммада ар-Разі (Разеса), який жив на межі IX і X сторіч. Щоправда, він не стверджував, що є винахідником цього процесу. Першим слово алкоголь вжив Гусейн ібн Сіна (Авіценна), хоча він називав цим словом не спирт, а порошок сурми. Вже за кілька століть спирт почали використовувати для знезараження води і виготовлення питних еліксирів, які отримали назву «арак» — від арабського слова «піт», адже спирт під час перегонки осідав на охолоджувачі перегінного кубу великими краплями. У Північній Індії, завойованій мусульманами на початку XIII століття, «аракою» назвали вже справжній міцний алкогольний напій — дистильоване пальмове вино. ЇЇ смакували і європейські мандрівники, зокрема й Марко Поло.
У XI—XII сторіччях на Заході почали перекладати і вивчати праці мусульманських учених, а разом з ними отримали східні хімічні та алхімічні технології. Перший із західноєвропейських рецептів отримання спирту належить одному з засновників медичної школі в італійському місті Салерно — Магістру Салернському — і був записаний приблизно в 1150 році. XII сторіччям можна датувати також рецепт виготовлення спирту й у збірці «Маппе Клавікула», вочевидь складеної в Єгипті грецькою мовою. Збереглося кілька списків цієї збірки, проте в найдавніших з них рецепту виготовлення спирту немає, а той рецепт, який зберігся, використовувався при обробці тканин.

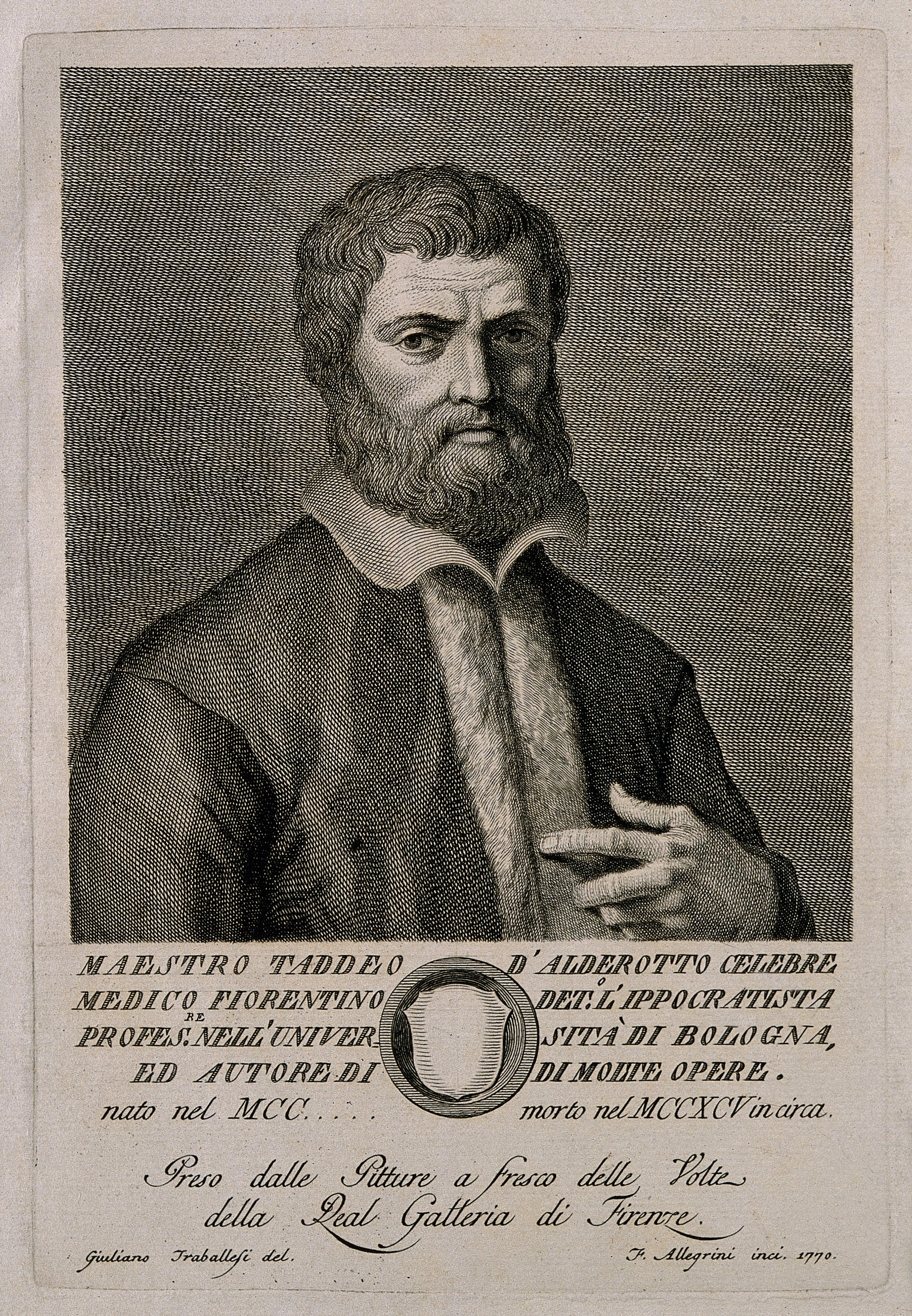
Таддео Альдеротті

Першою назвою спирту в рецептах європейських науковців була «аква арденс», тобто «палаюча вода» — вочевидь саме здатність горіти вважалася визначальною для цієї рідини. Але оскільки отримували його її з вина, як своєрідну квінтесенцію давнього напою, поширилося й альтернативне ім'я — «спірітус віні», «дух вина». Звідси й походить українське слово «спирт». Італійський алхімік Таддео Альдеротті винайшов в XIII сторіччі подвійну перегонку, завдяки якій отримав 90 % спирт. До того ж він одним з перших європейців запропонував використовувати отриману рідину в медичних цілях. Впевнений в чудодійних властивостях «духу вина», він називав його — «аква віте», тобто «водою життя» або навіть «живою водою», відомою до того лише з казок. З часом «аква віте» перетворилася на українську «оковиту».
Молодший сучасник Альдеротті каталонець Арнальдо де Віланова радив спирт засіб проти колік, водянки, гарячки і зубного болю. А щоб полегшити його споживання, пропонував робити з «палаючої води» настоянки на травах чи пахощах, а потім додавати їх до звичного вина і тим самим його «зміцнювати» та ароматизувати. Проте для нього це був аж ніяк не самостійний трунок, а лише доданок до звичних напоїв.
Пандемія чуми в наступному, XIV столітті, відома як «Чорна смерть», призвела до справжнього сплеску уваги до медичних засобів загалом. Зріс і попит на «еліксири» на спиртовій основі, які лікарі наперебій рекомендували як ліки від будь-яких хвороб. Далися взнаки і кліматичні зміни. В Європі ставало холодніше. Відповідно у звичку входили гарячі та «зігріваючі» напої. Виноград тепер визрівав далеко не всюди, де раніше. Відтак його треба було везти здалеку — скажімо до Англії, Нідерландів, Північної Німеччини його постачали з французької Аквітанії, найбільшим портом якої був Бордо. Цю торгівлю швидко прибрали до свої рук посередники — фламандці, до яких трохи згодом приєдналися й сусіди — голландці. Проте довга і виснажлива Столітня війна, що розпочалася саме в цей час, загрожувала їм втратою прибутків. Тож під час бойових дій вино не завжди вдавалося постачати вчасно і воно псувалося.
Торговці зрештою почали перевозити не «усе вино», а лише його «квінтессенцію», дух — отриманий з вина винний спирт. А вже потім на місці продажу «відновлювати» його, додаючи до спирту воду. З «маркетингових» міркувань спирт почали іменувати «випаленим вином» — «брандевейном» фламандською, яке в англійській перетворилося на «бренді». Водночас переганяти вино на спирт, щоб воно «не встигло зіпсуватися», могли й самі виробники. Так відбувалося, скажімо, з арманьяком, який довгий час взагалі не продавали за межі Аквітанії, а споживали, як кажуть, «на місці». Офіційною датою появи арманьяку вважають 1411 рік, але виробляти його почали раніше за неї. Датою народження французького коньяку (набагато популярнішого в світі різновиду бренді) часто називають 1334 рік, проте вона видається малоймовірною.
Під 1405 роком ірландські літописи згадують про смерть одного з місцевих вождів, Річарда Магренела, який нібито перебрав «аква віте». Проте невідомо, в якій формі небіжчик його споживав — як еліксир, як бренді чи як перегнаний ячмінний солод. На останній версії наполягають патріотично налаштовані ірландці — адже «аква віте» кельтською звучить як «ішке беаха», і саме це словосполучення згодом перетворилося на «віскі». Втім, про виробництво віскі в Ірландії джерела не згадують ще майже століття. За іншою версією йдеться про винний спирт, який привезли до Ірландії із Франції.
Торгівля бренді зростала дуже швидко і охоплювала з кожним десятиріччям ширше коло споживачів. Після перемоги Амстердама над Ганзою у війні 1438—1441 років голландці здобули монополію ще на торгівлю зі Скандинавією і балтійськими країнами, і це відкрило оковиті шлях на північний схід. Маніпуляції з розведенням бренді водою швидко втратили сенс. Споживачі швидко призвичаїлися пити його нерозбавленим.

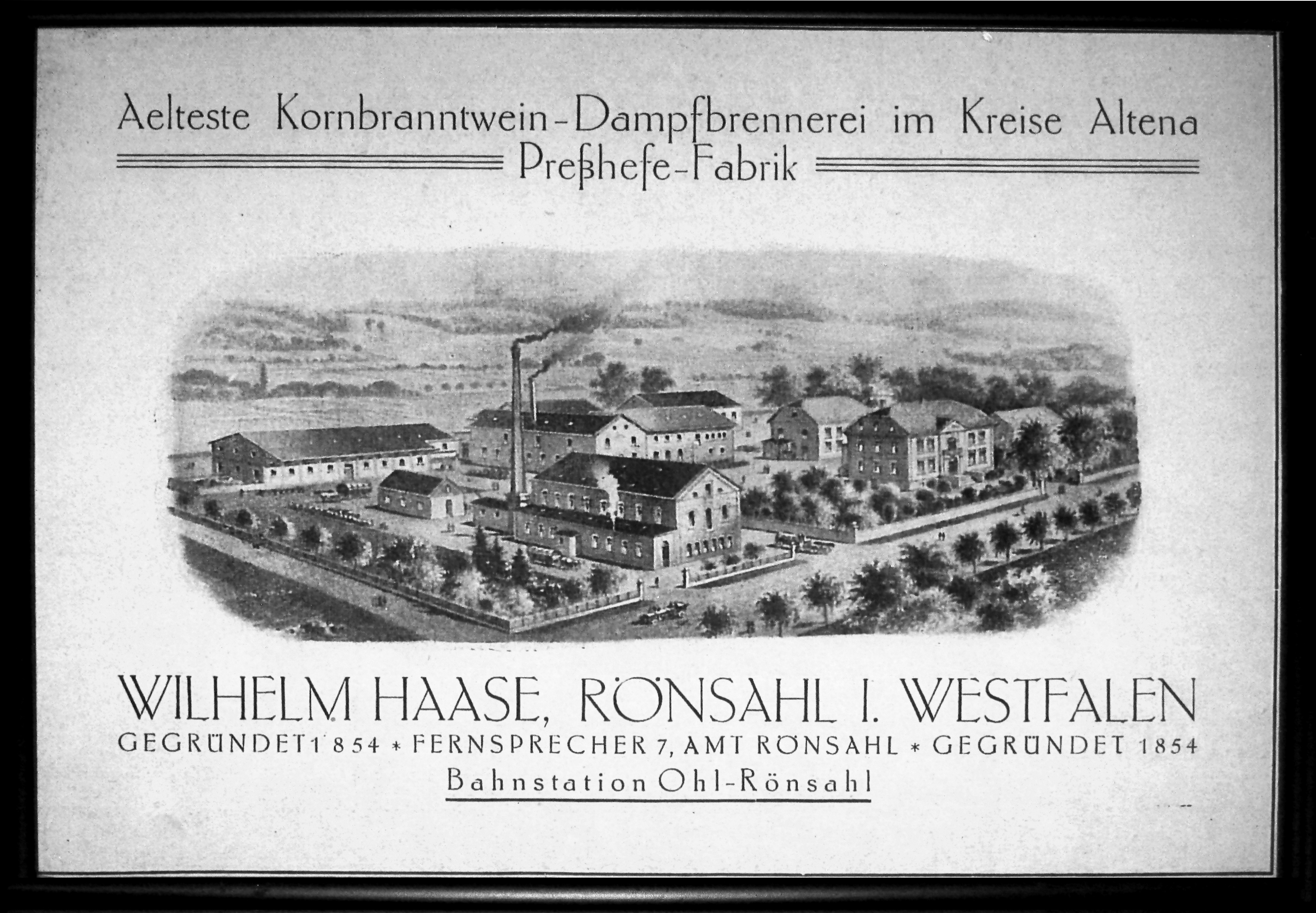
Реклама корнбрандевайна. XIX сторіччя

Наступним кроком стали спроби виготовляти спирт із сировини, що була під рукою, насамперед зерна. В XV сторіччі з'явився «хлібний» напій, який спочатку отримав «довгу» назву «корнбрандевайн» («зернове випалене вино»), що швидко перетворилася на «корнбранд». Першими корнбранд почали виготовляти нідерландці та їхні сусіди — німці. Проте технологію було легко запозичити, а швидше самим віднайти «за аналогією». Саме так, імовірно сталося на Британських островах у другій половині XV сторіччя, де напій отримав ім'я «віскі». Перша згадка про віскі у Шотландії датована 1494 роком. Проте в ній йдеться про справу вже звичну для усіх учасників — «брату Джону Кору продано сім мір солоду для виробництва оковитої». У 1498 році перша ліцензія на продаж «аквавіта» була видана у Швеції.
Оскільки корнбранд і віскі були набагато міцнішими напоями, коштували відносно дешево, а звички і традиції їхнього вживання ще не склалися (багато хто намагався їх пити так само як пиво чи вино, великими ковтками чи навіть кухлями) Західна Європа вже невдовзі зіштовхнулася із пиятиками нечуваних раніше масштабів. В Німеччині на них скаржилися вже наприкінці XV сторіччя. Деякі німецьких міст вимушені були заборонити продаж спиртного — принаймні у святкові дні. Інші — обмежували виробництво міцного алкоголі, насамперед під тиском конкурентів — пивоварів.
Зі зростанням споживання хлібу Західній Європі вже наприкінці XV сторіччя власного зерна не вистачало. Його змушені були везти з заельбської Німеччини, Речі Посполитої і Лівонії. Щоправда, тамтешні мешканці швидко зрозуміли, що збіжжя вигідніше переробляти самим і продавати на Захід вже в «рідкому вигляді», або споживати самим. Місцеві назви «хлібного» напою були скальковані, щоправда, не з німецької, а з латини. Від «аква арденс» походить і чеська «паленка» (від «палена вода», в угорській це слово перетворилося на «паїнко»), і польська «гожелка» (і з спорідненою українською «горілкою»), і литовське «дяґтіне». З 1534 року поляки використовували також слово «водка» (згодом запозичене і росіянами) — спочатку в сенсі «еліксир», «настоянка».
У Північній Африці та на Близькому Сході у XV—XVI століттях поширився арак — вже не як еліксир, а саме як міцний алкогольний напій з виноградної сировини, до якого зазвичай для смаку додавали трохи анісової олії. В Анатолії та на Балканах арабське слово трансформувалося в «ракію» — проте рецепт був єдиним в усіх османських володіннях. В іспанських і португальських колоніях у Новому Світі навчилися переганяти на спирт цукор і мелясу, а в Мексиці — намагалися дистилювати пульке, місцевий напій з агави. Згадки про перші експерименти з пульке датовані ще 1530 роком, а до кінця століття з'явилася вже справжня текіла.
У 1553 році Жіль де Губервіль спробував дистилювати сидр, і зрештою отримав кальвадос. Наступним кроком стало виробництво спиртних напоїв з самих фруктів — спочатку з вишень (кірш), потім з груш, і нарешті із слив. Фруктова горілка на схід від Рейну отримала назву шнапс — і вже невдовзі німці так почали іменувати будь-яку горілку, зокрема й хлібну, й картопляну (вперше спирт з картоплі отримав Йоганн Бехер в 1669 році). У Східній і Південно-Східній Європі запанувала сливовиця, яку іноді, під османським впливом, називали і називають ракією.

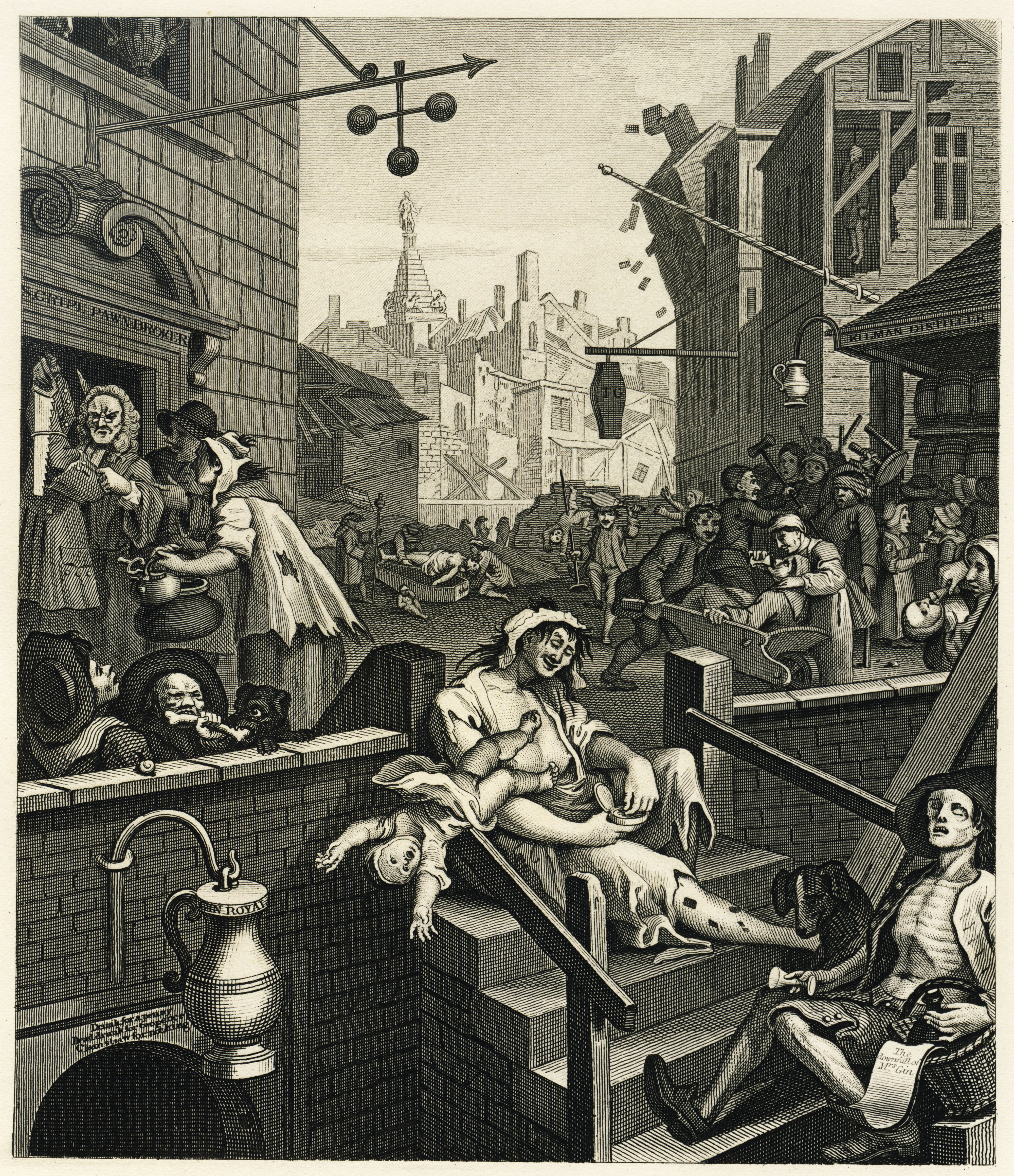
Провулок джину. Гравюра В. Хогарта

XVII сторіччя відкрило добу рому і джину. У 1650 році Франциск Сільвій, на основі давно відомої ялівцевої настоянки, створив у голландському Лейдені новій напій, який за його переконанням, мав неабиякі лікувальні властивості. Ялівець дав винайденому трунку ім'я — «дженевер». У 1651 році на Барбадосі почали виробництво рому із місцевого цукру. Вже невдовзі ром набув такої популярності, що його почали видавати англійським матросам замість бренді (яке, до того ж постачалося з Франції). У 1688 році голландський статхаудер став англійським королем Вільгельмом III. З собою до Лондона він привіз і рецепт дженевера, що в Англії зазнав змін і перетворився на джин. Завдяки дешевизні і надзвичайно простому рецепту виготовлення напою Англія в середині XVIII століття занурилася в «лихоманку джину». Тисячі людей пиячили день і ніч, божеволіли, втрачали людську подобу, грабували і продавали останнє лише для того, щоб придбати чергову порцію питва.
Зупинити алкогольне безумство вдалося не одразу. Для цього насамперед довелося зробити джин дорожчим і не таким доступним. Й запропонувати альтернативи. Для менш заможних — якісні сорти пива, насамперед портер. Для тих, хто мав гроші, — коньяк. Саме тоді найвідоміший різновид французького бренді почали витримувати в дубових бочках, завдяки яким він отримував «шляхетний» колір і смак.